# Ivan Radeljić
Ivan Radeljić (ur. 14 września 1980 w Imotskim) – bośniacki piłkarz grający na pozycji obrońcy, reprezentant kraju.

## Kariera reprezentacyjna
W reprezentacji Bośni i Hercegowiny zadebiutował w 2007. W reprezentacji Bośni i Hercegowiny występował w latach 2007–2009. W sumie w reprezentacji wystąpił w 10 spotkaniach.

## Statystyki
| Reprezentacja Bośni i Hercegowiny | Reprezentacja Bośni i Hercegowiny | Reprezentacja Bośni i Hercegowiny |
| Rok                               | Mecze                             | Gole                              |
| --------------------------------- | --------------------------------- | --------------------------------- |
| 2007                              | 6                                 | 0                                 |
| 2008                              | 3                                 | 0                                 |
| 2009                              | 1                                 | 0                                 |
| Razem                             | 10                                | 0                                 |